# Manbuta madrina
Manbuta madrina är en fjärilsart som beskrevs av William Schaus 1901. Manbuta madrina ingår i släktet Manbuta och familjen nattflyn. Inga underarter finns listade i Catalogue of Life.